# Donora
Donora är en ort i Washington County i delstaten Pennsylvania. Vid 2010 års folkräkning hade Donora 4 781 invånare.